# Challenger de Eskisehir 2013
El Eskişehir Cup 2013 fue un torneo de tenis profesional que se jugó en pistas duras. Se trató de la primera edición del torneo que forma parte del ATP Challenger Tour 2013 . Tuvo lugar en Eskişehir, Turquía entre el 15 y el 21 de julio de 2013.

## Jugadores participantes del cuadro de individuales

### Cabezas de serie
| País                   | Jugador             | Rank1 | Favorito |
| Bandera de Israel      | Dudi Sela           | 94    | 1        |
| Bandera de Bélgica     | David Goffin        | 107   | 2        |
| Bandera de Rusia       | Teimuraz Gabashvili | 136   | 3        |
| Bandera de Bielorrusia | Uladzimir Ignatik   | 155   | 4        |
| Bandera de Suiza       | Marco Chiudinelli   | 164   | 5        |
| Bandera de Turquía     | Marsel Ilhan        | 177   | 6        |
| Bandera de Eslovaquia  | Karol Beck          | 203   | 7        |
| Bandera de Bielorrusia | Dzmitry Zhyrmont    | 224   | 8        |
| ---------------------- | ------------------- | ----- | -------- |

- 1 Se ha tomado en cuenta el ranking del día 8 de julio de 2013.

### Otros participantes
Los siguientes jugadores recibieron una invitación (wild card), por lo tanto ingresan directamente al cuadro principal:
- Anil Yuksel
- Durukan Durmus
- Baris Erguden
- Cem Ilkel

Los siguientes jugadores ingresan al cuadro principal tras disputar el cuadro clasificatorio:
- Alexander Kudryavtsev
- David Rice
- Filip Veger
- Alexandros Jakupovic

## Campeones

### Individual Masculino
- David Goffin derrotó en la final a  Marsel Ilhan por 6-4, 7-5, 6-2.

### Dobles Masculino
- Marin Draganja /  Mate Pavić  derrotaron en la final a  Sanchai Ratiwatana /  Sonchat Ratiwatana por 6-3, 3-6, [10-7]